# Kuiperův pás

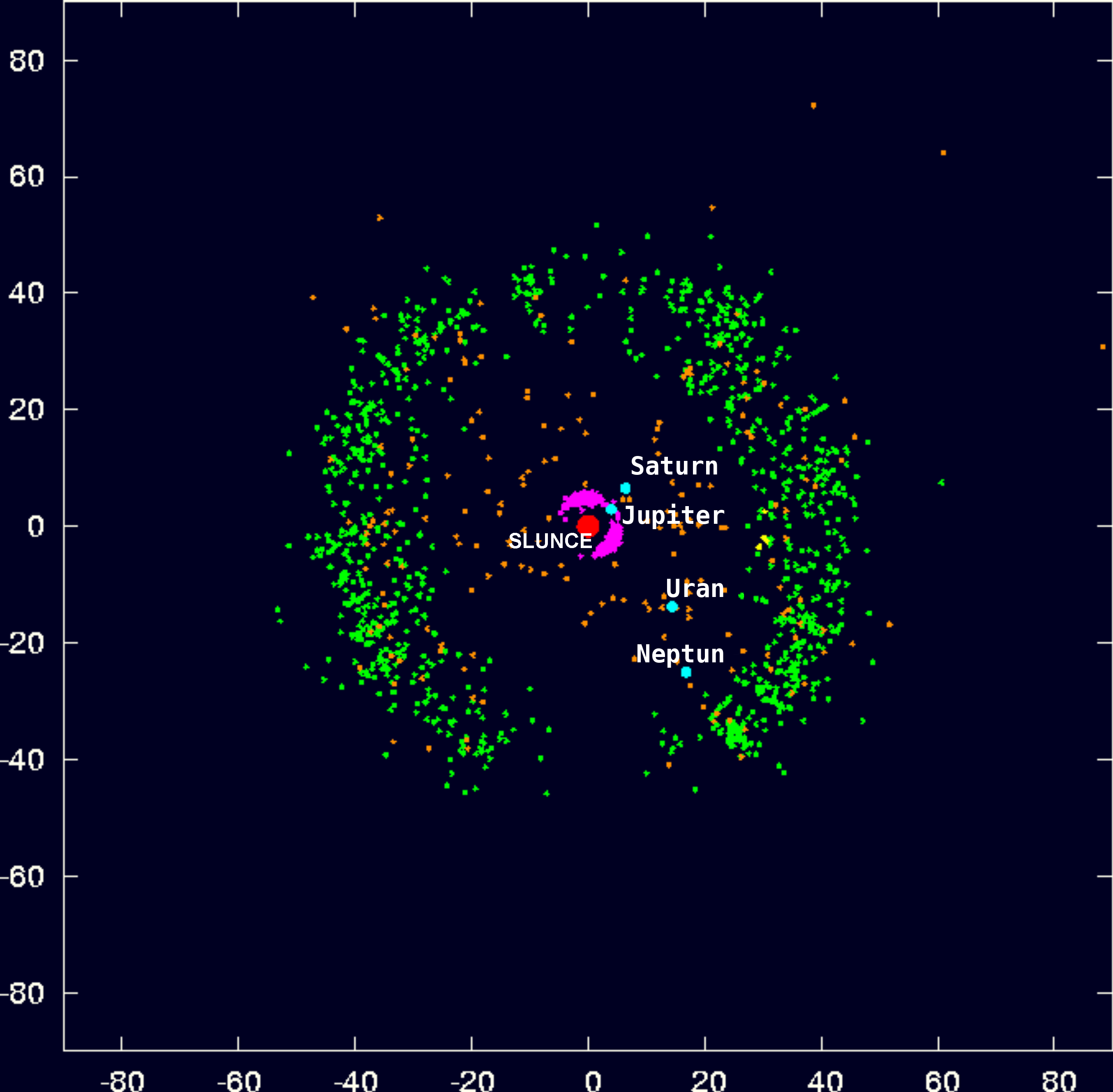
Známé objekty vnější části sluneční soustavy dle údajů z Minor Planet Center. Tělesa vlastního Kuiperova pásu jsou zobrazena zeleně, rozptýlené objekty oranžově, čtyři vnější planety modře, několik známých Neptunových trojánů žlutě a Jupiterovi trojáni růžově. Rozptýlené objekty mezi Sluncem a Kuiperovým pásem se nazývají kentauři. Měřítko je v astronomických jednotkách. Mezera ve spodní části je způsobena pásem Mléčné dráhy, který brání účinnému pozorování v určitých místech oblohy.

Kuiperův pás (vyslovuj kaiperův), zřídka nazývaný také Edgeworthův-Kuiperův pás, je oblast sluneční soustavy rozprostírající se od oběžné dráhy Neptunu (asi 30 astronomických jednotek) až do vzdálenosti přibližně 55 astronomických jednotek od Slunce. Jde o podobné seskupení těles, jako je hlavní pás planetek, ovšem mnohem větší – asi 20krát širší a 20–200krát hmotnější. Podobně jako hlavní pás sestává zejména z malých těles, která zde zůstala z počátku vývoje sluneční soustavy. Zatímco hlavní pás se skládá převážně z kamenných a kovových těles, objekty Kuiperova pásu, též označované zkratkou KBO (z anglického výrazu Kuiper Belt Objects), jsou tvořeny především zmrzlými prchavými látkami jako methan, amoniak či voda. Jeho součástí jsou mimo jiné také tři trpasličí planety – Pluto, Haumea a Makemake.
Od roku 1992, kdy byl Kuiperův pás objeven, vzrostl počet jeho známých těles na více než tisíc, přičemž astronomové odhadují, že počet zdejších těles o průměru větším než 100 km může být vyšší než 70 000. Kuiperův pás byl původně považován za hlavní zásobárnu periodických komet s oběžnými dobami kratšími než 200 let. Studie provedené v polovině 90. let však ukázaly, že Kuiperův pás je stabilní a že komety ve skutečnosti přicházejí ze vzdálenějšího rozptýleného disku, což je velmi dynamická oblast vytvořená během stěhování Neptunu z bližších částí sluneční soustavy na jeho současnou oběžnou dráhu před asi 4,5 miliardami let. Tělesa rozptýleného disku jako například Eris se velmi podobají tělesům Kuiperova pásu, ovšem jejich oběžné dráhy jsou extrémně velké, takže se dostávají do vzdáleností někdy až 100 astronomických jednotek od Slunce. Někdy se oběžné dráhy těchto těles změní, a ta pak mohou zamířit blíže ke Slunci. V takovém případě se nejprve zařadí mezi tzv. kentaury a později krátkoperiodické komety. Rovněž některé měsíce planet, jako například Neptunův Triton či Saturnův Phoebe, pravděpodobně pocházejí z rozptýleného disku. Největším známým tělesem Kuiperova pásu je Pluto. Původně bylo považováno za planetu, ovšem roku 2006 bylo na astronomickém kongresu v Praze přeřazeno mezi nově ustanovený typ těles – trpasličí planety. Svým složením se podobá mnoha dalším tělesům Kuiperova pásu a jeho oběžná doba je identická s tělesy označovanými jako plutina. Podle této bývalé planety se také pro čtyři trpasličí planety nacházející se za oběžnou drahou Neptunu vžilo označení plutoidy.
Kuiperův pás by neměl být zaměňován s hypotetickým Oortovým mračnem, které by se mělo nacházet ještě tisíckrát dále. Tělesa Kuiperova pásu, rozptýleného disku, Hillsova oblaku a Oortova mračna se souhrnně nazývají transneptunická tělesa (TNO – z anglického trans-Neptunian object).

## Historie objevů
Již od objevu Pluta astronomové spekulovali, že by toto těleso nemuselo být za dráhou Neptunu samo. Oblast, dnes nazývaná Kuiperův pás, byla předmětem různých hypotéz již desítky let před svým faktickým objevením. Teprve roku 1992 však byl nalezen první přímý důkaz její existence. Pro velké množství spekulací o povaze Kuiperova pásu, které jeho objevu předcházely, není zcela jasné, kdo si vlastně zaslouží uznání za jeho předpověď.

### Hypotézy
Prvním, kdo přišel s domněnkou o existenci populace transneptunických těles, byl americký astronom Frederick C. Leonard. Již roku 1930, hned po objevu Pluta, spekuloval, zda není jen první z řady objektů nacházejících se za drahou Neptunu, jejichž objevy teprve budou následovat.

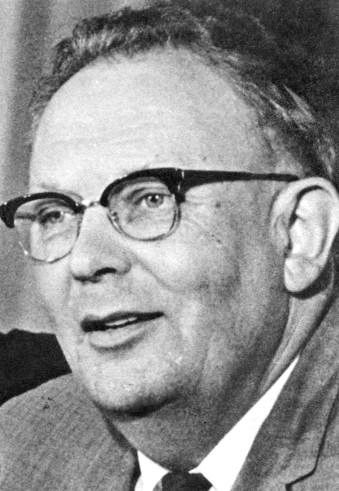
Astronom Gerard Kuiper, po němž Kuiperův pás nese své jméno

Roku 1943 zveřejnil Kenneth Edgeworth v Journal of the British Astronomical Association hypotézu, že v oblasti za Neptunem se nachází velké množství menších těles a že čas od času se některé z nich vydá jako kometa na cestu do vnitřních částí sluneční soustavy. Ve svém článku však této myšlence věnoval jen krátký odstavec a nijak ji nerozpracoval do ucelené teorie ani neučinil žádné předpovědi o povaze těchto těles.
Roku 1951 pak Gerard Kuiper spekuloval v článku psaném pro časopis Astrophysics, že v raných fázích vývoje sluneční soustavy se mohl na jejím okraji vytvořit disk sestávající z malých těles, ovšem nevěřil, že by tento disk přežil až do dnešních dnů. Kuiper se totiž stejně jako ostatní tehdejší astronomové domníval, že Pluto je mnohem větší a že svou gravitací oblast od všech dalších objektů vyčistilo a vystřelilo je buď zcela ven ze sluneční soustavy, nebo alespoň do Oortova mračna.
V následujících desetiletích hypotéza prodělala několik proměn. Roku 1962 fyzik Alastair Cameron předpověděl existenci obrovského množství malých těles na okraji sluneční soustavy. O dva roky později zveřejnil Fred Whipple (který zpopularizoval hypotézu, že komety jsou koule ze špinavého sněhu) myšlenku, že předpokládaný pás komet by mohl být dostatečně masivní na to, aby mohl svou gravitací ovlivňovat dráhu Uranu nebo alespoň některých známých komet. Pozorované odchylky v oběžné dráze Uranu již dříve vedly astronomy k pokusům najít tzv. planetu X, která je způsobuje. Žádná pozorování však tuto hypotézu nepotvrdila.
Roku 1977 objevil Charles Kowal ledové těleso (2060) Chiron, obíhající mezi Saturnem a Uranem. Objev učinil pomocí tzv. blink komparátoru, zařízení, které používal již objevitel Pluta Clyde Tombaugh o 50 let dříve. Roku 1992 bylo objeveno další těleso na podobné dráze, (5145) Pholus. Dnes již astronomové znají v oblasti mezi Jupiterem a Neptunem celou populaci těles podobných kometám, které nazývají kentauři. Jejich oběžné dráhy jsou nestálé a obvykle na nich setrvávají jen několik milionů let. Proto již od jejich prvních objevů astronomové spekulovali, že musí být často doplňovány z nějaké vnější zásobárny.
Domněnky o existenci pásu podpořilo též studium komet. Fakt, že komety mají jen omezenou dobu životnosti, byl známý již dlouho. Když se totiž přiblíží ke Slunci, jeho teplo vyvolává na jejich povrchu sublimaci těkavých látek, které unikají do prostoru, a komety se postupně vypařují. Proto i populace komet musí být nějakým mechanismem poměrně často doplňována. Jednou takovou zásobárnou je Oortovo mračno, což je houf ledových těles sférického tvaru začínající ve vzdálenosti 50 000 astronomických jednotek od Slunce, jehož existenci poprvé předpověděl nizozemský astronom Jan Oort v roce 1950. Předpokládá se, že toto mračno je místem původu dlouhoperiodických komet, jako je například kometa Hale-Bopp, jejichž doby oběhu činí tisíce let.
Ve sluneční soustavě však existuje také populace krátkoperiodických komet, mezi něž patří například známá Halleyova kometa, jejichž oběžné doby trvají méně než 200 let. V 70. letech 20. století a krátce před tím již bylo objeveno velké množství těchto komet, takže se nezdálo možné, aby všechny pocházely z Oortova mračna. Pokud by se mělo těleso Oortova mračna stát krátkoperiodickou kometou, musel by nejprve jeho dráhu změnit svou gravitací některý z plynných obrů. Roku 1980 zveřejnil uruguayský astronom Julio Ángel Fernández studii, z níž vyplývalo, že na jednu krátkoperiodickou kometu, kterou by plynní obři vyslali směrem do vnitřní části sluneční soustavy, by připadlo 600 vystřelených ven do mezihvězdného prostoru. Místo toho navrhoval, že pozorovaný počet komet musí přilétat z pásu ve vzdálenosti 35 až 50 astronomických jednotek. Na jeho práci navázal kanadský tým sestávající z astronomů Martina Duncana, Toma Quinna a Scotta Tremaina, který ve snaze zjistit, zda pozorované komety přilétají z Oortova mračna, provedl množství počítačových simulací. Dle jejich zjištění to není úplně u všech možné, zvláště když většina z nich obíhá v blízkosti roviny sluneční soustavy, přičemž tělesa pocházející z Oortova mračna by musela přilétat z náhodných míst na obloze. Tremain hypotetickou oblast nazval „Kuiperův pás“, k čemuž ho údajně vedl fakt, že jméno Kuiper se vyskytovalo spolu s výrazem „pás komet“ hned v úvodní vědě Fernándezovy studie.

### Objev

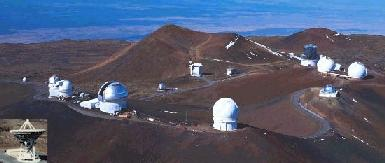
Skupina teleskopů na hoře Mauna Kea, kde byl Kuiperův pás objeven

Roku 1987 se astronom David Jewitt, tehdy pracovník Massachusettského technologického institutu, kterého podle jeho slov stále více mátla zdánlivá prázdnota ve vnějších částech sluneční soustavy, pokoušel se svou studentkou Jane Luuovou nalézt další tělesa za dráhou Pluta. Svá pozorování prováděli pomocí dalekohledů na Kitt Peak National Observatory v Arizoně ve Spojených státech a Cerro Tololo Inter-American Observatory v Chile a pořízené fotografie prohlíželi podobně jako kdysi Clyde Tombaugh nebo Charles Kowal pomocí blink komparátoru. Původně jim prozkoumání každé dvojice fotografických desek trvalo kolem 8 hodin, proces se však znatelně urychlil s příchodem CCD technologie. Zorné pole takto pořízených snímků sice bylo užší, ale sběr světla byl mnohem účinnější (takto dokázali zachytit 90 % světla, na rozdíl od 10 % zachycených na běžných fotografiích) a hlavně jim tato technologie umožnila snímky prohlížet na počítačových obrazovkách. Roku 1988 Jewitt přešel do Astronomického institutu Havajské univerzity, takže s Luuovou pokračovali v pozorováních pomocí 2,24 metrového teleskopu na Mauna Kea. Zorné pole CCD snímků se nakonec rozšířilo až na 1024 krát 1024 pixelů, což jim opět umožnilo hledání zrychlit. Nakonec 30. srpna 1992, po pěti letech hledání, Jewitt a Luuová oznámili objev prvního tělesa kandidujícího na zařazení do Kuiperova pásu, označeného jako (15760) 1992 QB1. O 6 měsíců později následoval objev dalšího tělesa, (181708) 1993 FW.
Studie, které byly provedeny po objevu transneptunických těles, ukázaly, že to, čemu dnes říkáme Kuiperův pás, není místem původu krátkoperiodických komet, ale že komety přilétají z oddělené (i když související) oblasti rozptýleného disku. Když Neptun podle tzv. modelu z Nice putoval ze své původní dráhy nacházející se blíže středu soustavy směrem ven na své dnešní místo, dostal se do Kuiperova pásu, který tehdy také ležel blíže Slunci. Na své cestě pak za sebou zanechal jednak populaci těles, jejichž dráhy již nadále nemohou být jeho gravitací narušeny, a jednak tzv. rozptýlený disk, tj. oddělenou populaci těles na výstředních drahách, která se ve svém perihéliu stále dostávají do jeho blízkosti, takže jejich dráhy může svou gravitací stále rušit. Právě proto, že rozptýlený disk je poměrně dynamický, zatímco Kuiperův pás relativně stabilní, považují dnes astronomové za místo původu krátkoperiodických komet spíše rozptýlený disk.

### Pojmenování a uznání za předpověď
Ačkoliv nejvíce se vžilo pojmenování Kuiperův pás po nizozemsko-americkém astronomu Gerardu Kuiperovi, někteří astronomové dávají přednost pojmenování Edgeworthův-Kuiperův pás (a pro jeho tělesa namísto zkratky KBO užívají zkratku EKO), aby tak vzdali hold také Kennethu Edgeworthovi, který o existenci těchto těles spekuloval mnohem dříve. Brian Marsden z Minor Planet Center však zase vyjádřil názor, že ve skutečnosti si tuto poctu nezaslouží ani jeden z nich, neboť jejich domněnky ničím ani vzdáleně nepřipomínají pravou povahu těchto těles, jak je pozorujeme dnes, a uznání by se mělo dostat spíše Fredu Whipplovi. Spoluobjevitel pásu David Jewitt zase největší zásluhu přičítá Juliu Fernándezovi. Někteří vědci proto raději používají spíše výraz transneptunická tělesa (TNO), který je méně kontroverzní, ačkoliv ne zcela přesný; zahrnuje totiž všechna tělesa obíhající za dráhou Neptunu, nejen tělesa Kuiperova pásu.

## Původ Kuiperova pásu

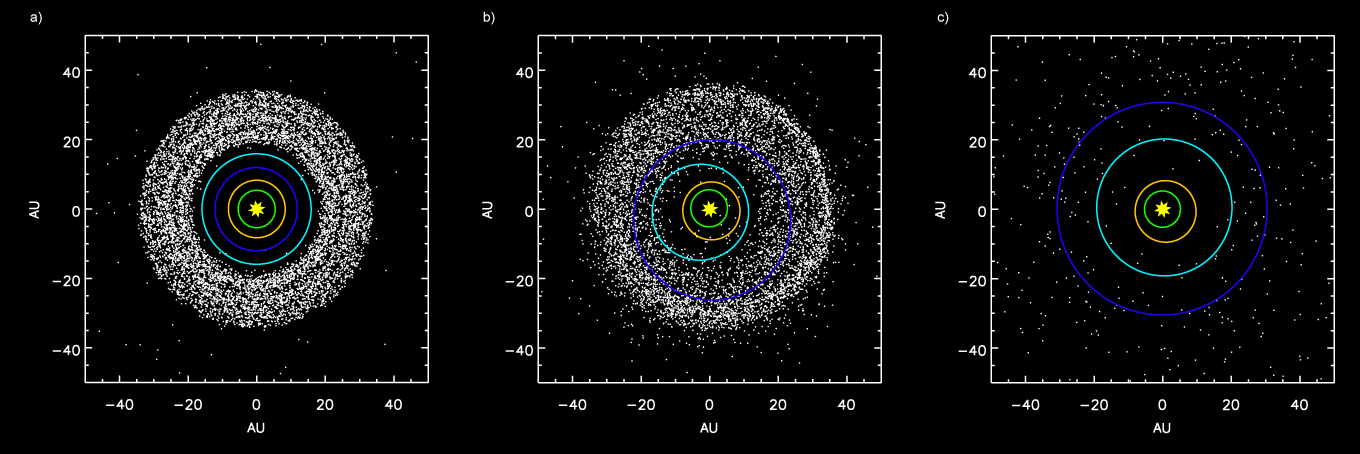
Simulace vlivu vnějších planet na vývoj Kuiperova pásu: a) Kuiperův pás před tím, než se planety Jupiter a Saturn dostaly do vzájemné dráhové rezonance 2:1 b) rozptýlení těles Kuiperova pásu poté, co začal měnit svou oběžnou dráhu Neptun c) rozptýlená tělesa se dostávala do vlivu Jupiteru, který je vymrštil pryč

Přesný původ Kuiperova pásu a jeho struktura zatím nejsou zcela známé a astronomové vyčkávají na dokončení několika automatických prohlídek oblohy, jako Pan-STARRS nebo plánovaný Large Synoptic Survey Telescope, které by v oblasti měly ještě objevit velké množství stále neznámých těles.
Kuiperův pás pravděpodobně sestává z planetesimál, tj. fragmentů původního protoplanetárního disku, kterým se nepodařilo shluknout v planety a zůstaly malými tělesy, z nichž ani ta největší nepřesahují svým průměrem velikost 3000 km.
Moderní počítačové simulace ukazují, že Kuiperův pás byl během svého vývoje velmi silně ovlivněn Jupiterem a Neptunem, a rovněž naznačují, že ani Uran a Neptun nevznikly na svém současném místě za Saturnem, kde bylo v protoplanetárním disku na planety tohoto rozměru příliš málo hmoty. Všechny tyto tři planety zřejmě vznikly blíže Jupiteru a během vývoje sluneční soustavy migrovaly do vzdálenějších oblastí. Později se oběžná dráha Saturnu změnila natolik, že se planeta dostala do přesné dráhové rezonance s Jupiterem 2:1 (to znamená, že během dvou oběhů Jupiteru kolem Slunce oběhl Saturn jednou). Gravitační vliv této rezonance nakonec narušil oběžné dráhy Uranu a Neptunu natolik, že se posunuly ještě dále, přičemž Neptun se již dostal do planetesimálního disku, který svou gravitací dočasně uvedl v chaos. Během své cesty mnoho těles oblasti zcela rozprášil a vystřelil je na vzdálenější a výstřednější oběžné dráhy.
.
Tento model má některé slabiny (např. ohrožení stability vnitřních planet). Lepších výsledků bylo později dosaženo s modelem, který předpokládá pět plynných obrů, z nichž jeden byl při "přeuspořádání" drah vypuzen ze sluneční soustavy.

## Struktura

Schéma dráhových rezonancí v Kuiperově pásu

Kuiperův pás se rozprostírá, včetně okrajových oblastí, přibližně ve vzdálenosti od 30 do 50 astronomických jednotek (AU) od Slunce. Pozorování pořízená sondou New Horizons ve vzdálenosti téměř 60 AU však naznačují, že by se mohl táhnout mnohem dále. Naměřené údaje o množství prachu, které byly publikované v roce 2024, jsou totiž vyšší, než by odpovídalo současným vědeckým modelům.
Jako jeho hlavní část se však všeobecně uznává pouze oblast ležící mezi 39,5 AU (kde obíhají tělesa, která jsou v dráhové rezonanci s Neptunem 2:3) po 48 AU (tělesa v rezonanci 1:2). Kuiperův pás je poměrně silný, přičemž největší koncentrace těles je v rozmezí ±10 stupňů od roviny ekliptiky, ovšem mnohá rozptýlená tělesa se nachází ještě i několikanásobně dále. Celkově svým tvarem připomíná spíše torus než pás. Sklon jeho roviny vůči rovině ekliptiky činí 1,86 stupňů.
Velmi významný vliv má na Kuiperův pás přítomnost Neptunu. V průběhu miliard let Neptun svou gravitací destabilizoval oběžné dráhy těles ležících v určitých oblastech, a tato tělesa buď poslal do vnitřních částí sluneční soustavy nebo naopak ven do rozptýleného disku, případně zcela mimo soustavu do mezihvězdného prostoru. Z tohoto důvodu jsou v Kuiperově pásu výrazné mezery, podobné Kirkwoodově mezeře v hlavním pásu planetek mezi Marsem a Jupiterem. Například v oblasti mezi 40 a 42 astronomickými jednotkami od Slunce si nemůže žádné těleso uchovat dlouhodobě stabilní dráhu, takže všechna tělesa, která zde byla pozorována, se sem musela dostat poměrně nedávno.

### Klasické objekty Kuiperova pásu
Ve vzdálenosti 42–48 astronomických jednotek je gravitační vliv Neptunu zanedbatelný, takže zdejší objekty zde mohou existovat prakticky nerušeně. Tělesům v této oblasti se říká klasické objekty Kuiperova pásu a patří mezi ně přibližně většina všech dosud pozorovaných KBO. Jako prototyp této skupiny je považováno první objevené těleso této oblasti, které dostalo předběžné označení 1992 QB1 (anglická výslovnost [kjuː biː wʌn]IPA), a podle něj se všem klasickým objektům někdy přezdívá kubewana. Podle pokynů Mezinárodní astronomické unie se všem klasickým tělesům Kuiperova pásu dávají jména mytologických postav spojených se stvořením. Klasické objekty Kuiperova pásu lze rozdělit na dvě samostatné populace. První z nich, tzv. dynamicky chladná populace, má oběžné dráhy velmi podobné dráhám planet – téměř kruhové s výstředností méně než 0,1, a s poměrně nízkým sklonem do 10 stupňů. Druhá, tzv. dynamicky horká populace, má oběžné dráhy vůči rovině ekliptiky mnohem více nakloněné, a to až 30 stupňů. Důvodem pro takové pojmenování obou skupin nejsou žádné rozdíly v jejich teplotě, ale analogie s částicemi plynu, které při zahřátí zvyšují svou relativní rychlost. Tyto dvě populace mají nejen odlišné oběžné dráhy, ale také složení. Chladná populace je znatelně červenější než horká, což zřejmě znamená, že tato tělesa pocházejí z různých oblastí. Předpokládá se, že tělesa horké populace se vytvořila v blízkosti Jupiteru a později, když plynní obři měnili svá místa, byla vystřelena do vzdálenější oblasti. Chladná populace těles pravděpodobně vznikla poblíž svého současného působiště, snad jen o něco blíž ke středu sluneční soustavy, přičemž na své současné dráhy byla odsunuta během migrace Neptunu.

### Rezonance

Rozložení klasických těles Kuiperova pásu (modrá), rezonančních těles (červená) a blízkých objektů rozptýleného disku (šedá)

Graf četnosti těles Kuiperova pásu v závislosti na vzdálenosti od Slunce. Plutina se nachází ve vzdálenosti 40 AU, klasické objekty Kuiperova pásu mezi 42 a 47 AU a twotina ve vzdálenosti 48 AU.

Pokud se oběžná dráha nějakého tělesa dostane s oběžnou dráhou Neptunu do přesného poměru, dostávají se tato tělesa do tzv. Laplaceovy rezonance. Když například těleso oběhne kolem Slunce dvakrát za stejnou dobu, kterou Neptun potřebuje pro tři oběhy (tzv. rezonance 2:3), potom vždy, když se vrátí na výchozí místo, je Neptun buď rovněž na svém výchozím místě, nebo na místě přesně opačném. Pokud je současně jejich pohyb synchronizován tak, že se nikdy nedostanou do vzájemné blízkosti, jejich dráhy se v této rezonanci uzamknou a tělesa se navzájem gravitačně nenarušují.
Pro tělesa obíhající v rezonanci s Neptunem 2:3 je charakteristická velká poloosa dráhy 39,4 AU. V této rezonanci se nachází asi 200 známých těles, včetně trpasličí planety Pluto, podle nějž se všechna tělesa této skupiny nazývají plutina. Dráhy mnoha plutin, včetně Pluta samotného, se často s dráhou Neptunu kříží, ovšem právě díky této rezonanci se s ním nikdy nemohou srazit. Rozměry některých těchto objektů, jako jsou například Orcus a Ixion, se zdají dostatečně velké i na to, aby mohly být zařazeny mezi plutoidy, jakmile o nich astronomové budou vědět více. Oběžné dráhy plutin mají velkou výstřednost, což může znamenat, že vznikly v jiných místech sluneční soustavy a na své současné pozice byly náhodně vymrštěny migrujícím Neptunem. Podle zvyklostí Mezinárodní astronomické unie mohou být všechna plutina, podobně jako Pluto, pojmenovávána pouze podle božstev spojených s podsvětím.
Rezonance 1:2 (která znamená, že těleso během jednoho oběhu Neptunu oběhne jen polovinu své dráhy) odpovídá velké poloose přibližně 47,7 AU. Populace těchto těles, někdy nazývaných twotina, je jen málo početná. Kromě toho kolem Slunce obíhají ještě také tělesa v rezonancích 3:4, 3:5, 4:7 a 2:5. Je známo také několik Neptunových trojánů obývajících jeho librační centra L4 a L5, které lze v podstatě popsat také jako tělesa nacházející se v rezonanci 1:1. Dráhy Neptunových trojánů jsou pozoruhodně stabilní a je velmi nepravděpodobné, že by tyto objekty byly v libračních bodech Neptunu zachyceny; spíše se zdá, že se přímo na těchto pozicích vytvořily.
Nápadná je velice nízká četnost těles s velkou poloosou pod 39 AU. V současné době akceptovaná hypotéza to vysvětluje Neptunovou migrací, během níž touto oblastí prošly nestabilní rezonance, následkem čehož byla zdejší tělesa postupně vymetena.

### Kuiperův útes
Za oblastí rezonance 1:2 už bylo nalezeno jen velmi málo těles. Není jasné, zda se jedná o skutečný vnější okraj klasického Kuiperova pásu, nebo zda jde jen o začátek široké mezery. Další tělesa pak byla nalezena v rezonanci 2:5 asi 55 AU od Slunce, tj. již daleko za klasickým Kuiperovým pásem. Některé studie sice předpovídají, že mezi těmito rezonancemi by se měl nacházet větší počet těles na klasických drahách, tuto domněnku však zatím žádná pozorování nepotvrdila.
Starší modely Kuiperova pásu předpokládaly, že za vzdáleností 50 AU od Slunce se počet velkých těles dvojnásobně zvýší, takže tento dramatický pokles, známý jako „Kuiperův útes“, byl zcela neočekávaný, a jeho příčina je zatím stále neznámá. Ze studie G. M. Bernsteina a D. E. Trillinga et al. vyplynulo, že tento pokles je skutečný, a není tedy jen výsledkem nějakého zkreslení pozorovacích výsledků. Mezi možná vysvětlení patří domněnka, že hmota je v takové vzdálenosti již příliš rozptýlená, takže se nespojuje akrecí ve větší tělesa, nebo že tato tělesa byla po svém vzniku nějakými procesy odsud vymetena či zničena. Patryk Lykawka z Univerzity v Kobe se domnívá, že by za tím mohl stát gravitační vliv zatím nenalezené planety, možná až o velikosti Země či Marsu.

## Složení

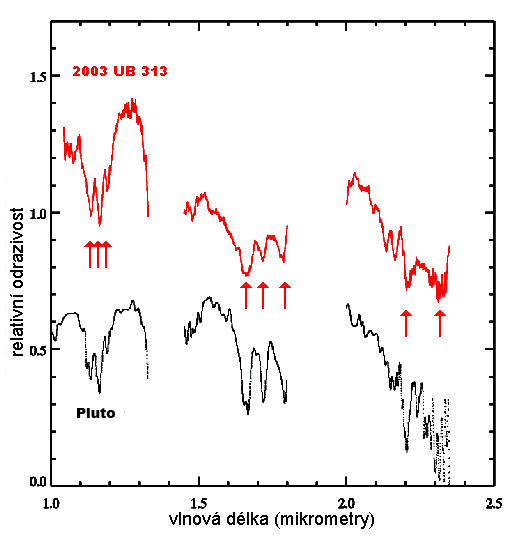
Infračervené spektrum těles Eris (zde označeno 2003 UB313) a Pluto, zvýrazňující jejich společné methanové absorpční čáry

Studie Kuiperova pásu naznačovaly již od jeho objevu, že jeho tělesa se budou skládat převážně z různých druhů ledu, tj. kromě vodního ledu také ze zmrzlých uhlovodíků jako methan či amoniak, což je stejné složení, jaké mají komety. Nízké hustoty těles, u nichž byl znám jejich průměr (méně než 1 g/cm3) jsou s tím zcela v souladu. Teplota pásu je pouze asi 50 kelvinů, takže i sloučeniny, které by ve větší blízkosti Slunci byly v plynném stavu, zůstávají pevnými látkami.
Přesné chemické složení těles Kuiperova pásu je velmi těžké určit, především s ohledem na jejich malou velikost a extrémní vzdálenost od Země. Hlavní metodou, kterou se o to astronomové snaží, je spektroskopie. Jejím základem je rozklad světla odraženého od povrchu tělesa na jednotlivé barvy. Různé látky absorbují světlo různých vlnových délek, takže v rozloženém spektru se objeví tmavé (tzv. absorpční) čáry. Lze říci, že každý chemický prvek má svůj jedinečný spektroskopický podpis, takže touto analýzou světla mohou astronomové zjistit chemické složení povrchu, od něhož se odrazilo.
Přestože je velmi malá jasnost takto vzdálených těles pro astronomy velkou překážkou, zaznamenali již určité úspěchy. Roku 1996 zveřejnil Robert H. Brown et al. spektroskopickou analýzu objektu 1993 SC, z níž vyplývalo, že jeho povrch má velmi podobné složení jako Pluto nebo Neptunův měsíc Triton, a to především co se týká velkého množství methanového ledu.
Na několika tělesech Kuiperova pásu, mezi nimi například (19308) 1996 TO66, Huya a Varuna, byl nalezen také vodní led. Roku 2004 Michael E. Brown zjistil přítomnost krystalického vodního ledu a hydrátu amoniaku na jednom z největších těles pásu, Quaoaru. Obě tyto látky by měly být za dobu trvání sluneční soustavy na jeho povrchu dávno zničeny, což zřejmě znamená, že tento povrch musel být vytvořen relativně nedávno, buď vnitřní tektonickou aktivitou, nebo nárazy meteoroidů.

## Množství těles podle hmotnosti a velikosti
Přestože je Kuiperův pás velmi rozsáhlý, jeho souhrnná hmotnost je poměrně nízká. Horní limit celkové hmotnosti se odhaduje asi na 1 desetinu hmotnosti Země, některé odhady říkají dokonce 1 třicetinu. Přitom z modelů vzniku sluneční soustavy tato souhrnná hmotnost vychází až na 30 Zemí. Tento rozdíl, který činí více než 99 %, může být těžko přehlédnut. Navíc v řídkém pásu by ani nemohla akrecí vznikat tělesa většího průměru než 100 km; pokud by hustota Kuiperova pásu byla nízká již od počátku, tělesa těchto rozměrů by zde vůbec neměla existovat. Navíc současné výstřednosti a sklony oběžných drah těchto planet činí jejich případné srážky mnohem silnější, takže jejich výsledkem by měla být spíše destrukce těles, než akrece.

Ilustrace mocninné funkce

Zdá se tedy, že buď se tělesa Kuiperova pásu vytvořila blíže Slunci nebo je nějaký mechanismus musel rozprášit. Současný vliv planety Neptun je však příliš malý na to, aby mohl masivní vyprázdnění Kuiperova pásu vysvětlit, ačkoliv tzv. model z Nice navrhuje, že možná byl touto příčinou v minulosti. Tato otázka zatím nebyla zcela jednoznačně zodpovězena a mezi různými pokusy o vysvětlení se vyskytují i hypotézy uvažující vliv v blízkosti procházející hvězdy nebo roztříštění některých malých těles ve vzájemných srážkách až na jemný prach, který pak odvanul sluneční vítr.
Jasné (a tudíž i velké) objekty se v Kuiperově pásu vyskytují v porovnání s méně zářivými poměrně vzácně. Pozorováními byl potvrzen vztah mezi velikostí a počtem těchto těles, vyjádřený tzv. luminositní funkcí N(D). Platí vztah
{\displaystyle {\frac {dN}{dD}}\sim D^{-q}}, kde N je počet těles, D jejich průměr a q byla pozorováními přiřčena hodnota 4 ± 0,5.
Z toho například vyplývá, že v Kuiperově pásu se vyskytuje 8krát více těles o průměru 100–200 km než těles o průměru 200–400 km. Nebo také lze říci, že na každé těleso o průměru 1000 km by mělo připadat asi 1000 těles o průměru 100 km.
Platnost této funkce je však potvrzena pouze pro tělesa takových rozměrů, které můžeme pozorovat, i když astronomové předpokládají, že se jí zřejmě řídí i tělesa menší. Určitou chybu ve výpočtech také může způsobit, že astronomové většinou nemají možnost přímými metodami zjistit velikost transneptunických těles, a odvozují ji pouze z jejich zdánlivé jasnosti (magnitudy) na základě předpokládaného albeda (odrazivosti povrchu). Většinou se vychází z hodnoty albeda 0,4, což je albedo komet, tj. těles, která rovněž mají svůj původ ve vzdálených oblastech sluneční soustavy.
Zatím nejmenší pozorované těleso Kuiperova pásu má průměr 975 metrů a jeho zdánlivá jasnost činí 35 mag. Planetka, jejíž objev byl oznámen v prosinci roku 2009, byla nalezena pomocí Hubblova vesmírného dalekohledu.

## Rozptýlené objekty

Oběžné dráhy těles v rozptýleném disku. Klasická tělesa Kuiperova pásu jsou zobrazena modře a tělesa v rezonanci 2:5 zeleně.

Rozptýlený disk je tělesy řídce osídlená oblast za Kuiperovým pásem, sahající až do vzdálenosti 100 AU a možná i dále. Tělesa rozptýleného disku se pohybují po vysoce eliptických dráhách, které obvykle bývají také velmi nakloněné vůči rovině ekliptiky. Většina modelů vzniku sluneční soustavy předpokládá, že jak tělesa Kuiperova pásu, tak i rozptýleného disku vznikla v prvotním pásu komet, a teprve pozdější gravitační interakce, zejména s Neptunem, je poslaly po spirále do vzdálenějších oblastí; některé z nich na stabilní dráhy (tělesa Kuiperova pásu) a jiné na nestabilní, z nichž se vytvořil rozptýlený disk. Právě pro svou nestabilní povahu je rozptýlený disk považován za místo původu velké části krátkoperiodických komet.
Mezi astronomy zatím nepanuje shoda ohledně přesné definice těles Kuiperova pásu. Podle Minor Planet Center, které oficiálně eviduje všechna transneptunická tělesa, se za objekt Kuiperova pásu považuje jakékoliv těleso v oblasti Kuiperova pásu bez ohledu na jeho původ či složení. Tělesa za jeho hranicemi jsou označována jako rozptýlená tělesa. Mezi některými astronomy se však termín „těleso Kuiperova pásu“ začal používat spíše ve významu ledové planetky pocházející z Kuiperova pásu, i kdyby se v průběhu jeho vývoje dostala mimo tuto oblast sluneční soustavy (například do rozptýleného disku). Tělesa rozptýleného disku pak označují jako „rozptýlená tělesa Kuiperova pásu“. Například trpasličí planeta Eris, která je dokonce hmotnější než Pluto, bývá někdy v tomto smyslu označována za těleso Kuiperova pásu, ačkoliv technicky se jedná o těleso rozptýleného disku.
Podobně ani skupina kentaurů nebývá běžně považována za součást Kuiperova pásu. Pravděpodobně se rovněž jedná o rozptýlené objekty, s tím rozdílem, že nebyly odkloněny směrem ven ze sluneční soustavy, ale dovnitř. Minor Planet Center kentaury eviduje spolu s tělesy rozptýleného disku jako rozptýlená tělesa.

### Triton

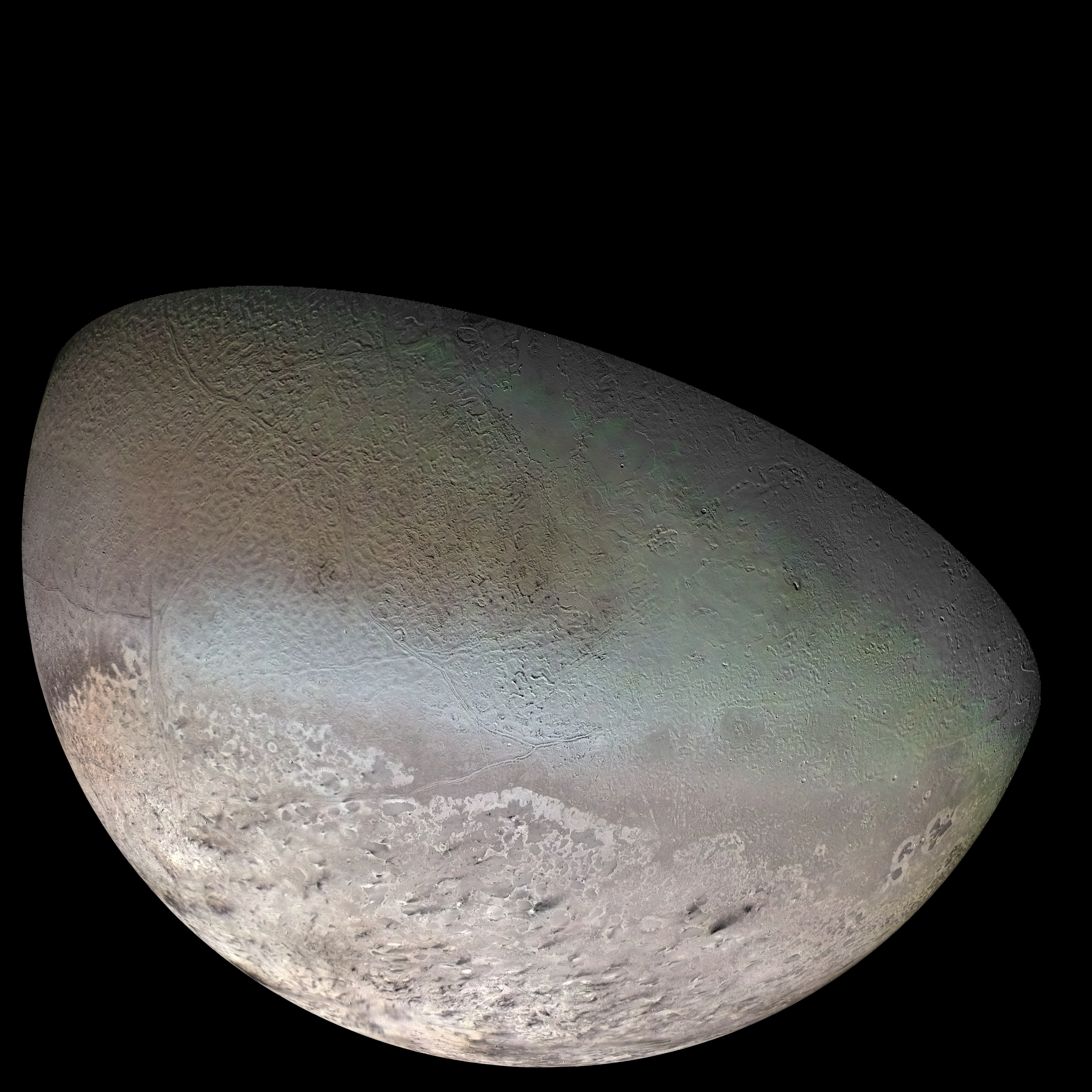
Neptunův měsíc Triton

Největší měsíc planety Neptun, Triton, je pravděpodobně také bývalým tělesem Kuiperova pásu. Triton je jediný z velkých měsíců ve sluneční soustavě na retrográdní oběžné dráze (tzn. že obíhá v opačném směru, než v jakém rotuje Neptun). Z toho lze usoudit, že (na rozdíl od velkých měsíců Jupiteru a Saturnu, které se pravděpodobně vytvořily z disků materiálu rotujícího kolem jejich mateřských těles) byl pravděpodobně Neptunem zachycen, snad někdy během jeho migračního období, takže se dostal na jeho oběžnou dráhu již víceméně ve své současné podobě. Další indicií podporující takový scénář je jeho stavba a chemické složení. Triton je jen o málo větší než Pluto a rovněž spektrální analýza světla odraženého od povrchů obou těchto těles naznačuje, že jsou složena z podobných materiálů, jako methan a oxid uhelnatý, takže snad také vznikla ve stejné oblasti sluneční soustavy.
Gravitační zachycení cizího tělesa není snadné; v takovém případě je nutné, aby ho nejprve nějaká síla zpomalila, a potom teprve může dojít k vlastnímu zachycení na oběžnou dráhu. Konkrétní mechanismus zachycení Tritonu zatím není zcela jasný. Jednou z možností je, že Triton byl součástí větší populace podobných těles, jejichž gravitace mohla jeho pohyb přibrzdit natolik, aby ho Neptun zachytil.

## Největší tělesa Kuiperova pásu

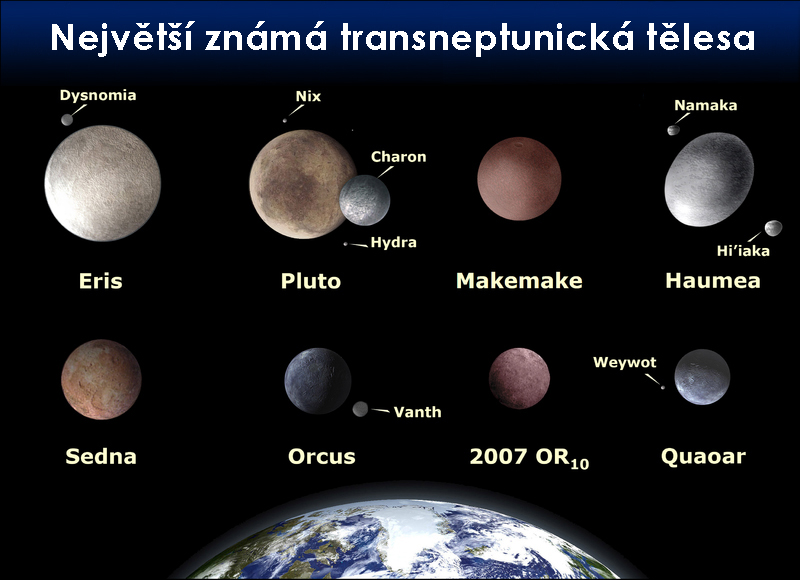
Největší známá transneptunická tělesa v porovnání se Zemí

Od roku 2000 bylo objeveno několik těles Kuiperova pásu o průměrech mezi 500 a 1200 km (asi polovina průměru Pluta). Quaoar, těleso klasického Kuiperova pásu objevené roku 2002, má průměr více než 1200 km. Tělesa Makemake a Haumea, jejichž objev byl oznámen roku 2005, a Orcus, objevený roku 2004, jsou ještě o něco větší. Největším známým plutoidem je Eris (průměr asi 2600 km), který však většinou nebývá řazen do Kuiperova pásu a bývá označován za těleso rozptýleného disku.

### Pluto

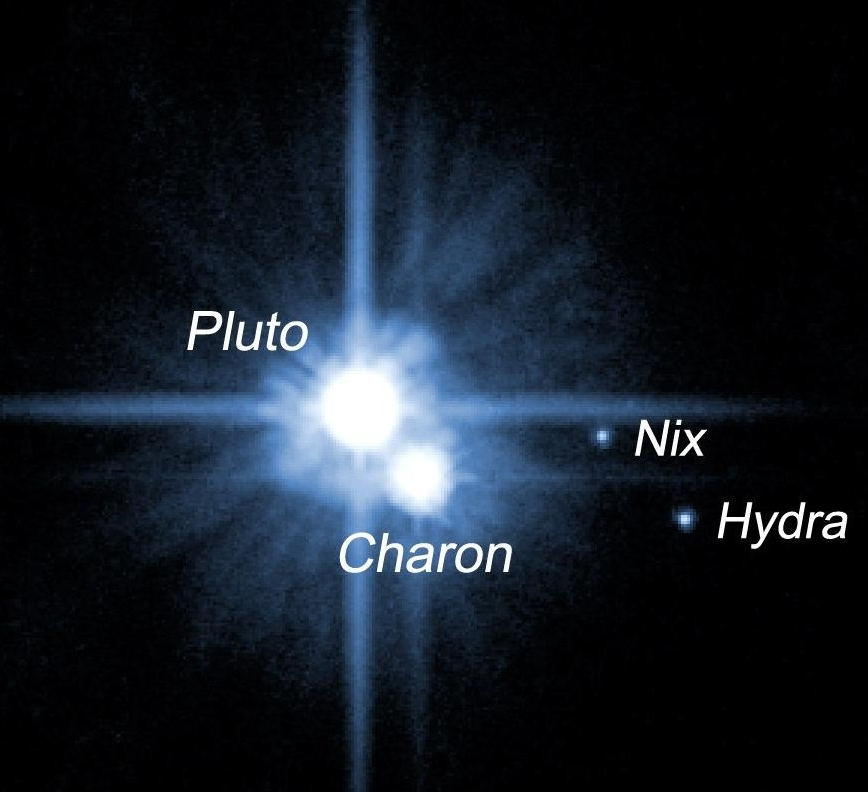
Pluto a jeho měsíce Charon, Nix a Hydra

Objev velkých těles Kuiperova pásu na podobných drahách jako Pluto, který byl dříve označován za planetu, vedl k závěrům, že ani toto těleso se nijak neliší od ostatních objektů v oblasti. Nejen že se některá další tělesa blížila Plutu svými rozměry, ale také měla své měsíce a byla i podobného složení (např. methan a oxid uhelnatý byly nalezeny na Plutu i na dalších velkých transneptunických tělesech). Podobně jako i Ceres byla považována za planetu, dokud nebylo objeveno množství dalších planetek v její oblasti, bylo navrženo, aby ze seznamu planet byl vyřazen i Pluto.
Tyto názory byly ještě více posíleny objevem Eris, tělesa, které obíhá daleko za Kuiperovým pásem v rozptýleném disku a která je ještě asi o 27 procent hmotnější než Pluto. Mezinárodní astronomická unie se následkem toho poprvé pokusila definovat pojem planeta, a do této definice zahrnula také požadavek, že oběžná dráha takového tělesa musí být vlivem jeho gravitace vyčištěna od jiných těles. Protože však Pluto svou oběžnou dráhu sdílí s mnoha dalšími tělesy Kuiperova pásu, byl statusu planety zbaven a označen za jedno z klasických těles Kuiperova pásu.
Ačkoliv Pluto je největším tělesem Kuiperova pásu, řada větších objektů nacházejících se mimo Kuiperův pás mohla být jeho členy v minulosti. Jedním takovým případem je Eris. Rovněž Neptunův měsíc Triton je pravděpodobně zachycené bývalé těleso Kuiperova pásu.
V roce 2006 byla zavedena nová třída těles sluneční soustavy, tzv. trpasličí planety, mezi něž byla zařazena tělesa, která svou gravitací nevyčistila okolí svých oběžných drah od jiných těles, avšak která jsou přesto dostatečně hmotná na to, aby spočinula v hydrostatické rovnováze. Pouze pět těles sluneční soustavy bylo zatím označeno jako trpasličí planety, z nichž tři (Pluto, Makemake a Haumea) náleží ke Kuiperovu pásu. Tato skupina však může být v budoucnosti rozšířena, neboť i některé další známé transneptunické objekty (jako například Orcus) mají poměrně velkou hmotnost, a je tedy možné, že stavu hydrostatické rovnováhy dosáhly také.

### Měsíce
Ze čtyř největších transneptunických těles byly u třech nalezeny měsíce, z toho u dvou více než jeden. Ačkoliv u ostatních těles Kuiperova pásu není výskyt satelitů ještě detailně prozkoumán, ze zatím provedených pozorování už je jisté, že jejich celkové procento je mnohem nižší, než u těch největších těles. Měsíce obíhající kolem Haumey a Eris jsou také v porovnání se svými mateřskými tělesy mnohem méně jasné než měsíce jiných těles v této oblasti. Zdá se tedy, že za vznikem měsíců obíhajících kolem velkých a kolem menších transneptunických těles stály odlišné, zatím neprozkoumané procesy.
Kromě toho se v Kuiperově pásu vyskytuje také velké množství dvojitých těles, to jest dvou přibližně stejně velkých těles obíhajících kolem jejich společného těžiště (barycentra). Nejznámějším z nich je soustava Pluto-Charon. Na počátku roku 2010 bylo známo o 35 objektech (tj. 3 procentech všech dosud objevených těles Kuiperova pásu) známo, že jsou dvojitá nebo mají měsíce. Vzhledem k obtížnosti detekce některých velmi těsných dvojic jich však zřejmě bude mnohem více, podle některých odhadů až 10 procent.

### Přehled nejjasnějších objektů

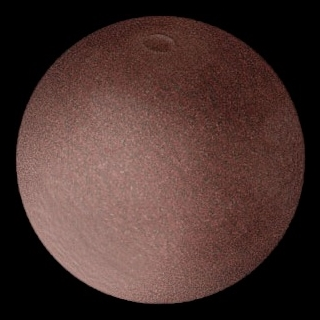
Umělecká představa plutoidu Makemake

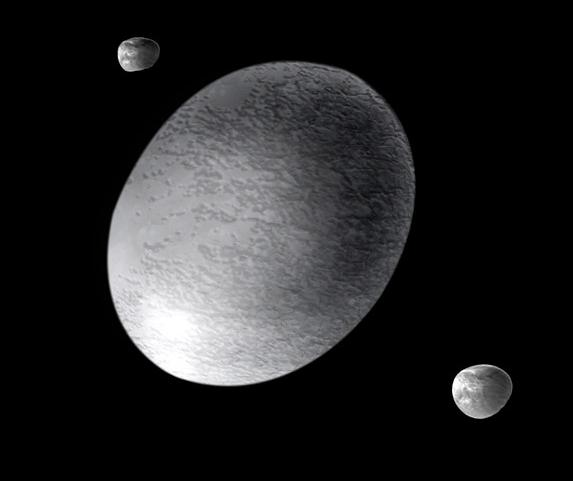
Umělecká představa plutoidu Haumea a jeho měsíců Hiʻiaka a Namaka

V tabulce jsou uvedeny objekty s absolutní hvězdnou velikostí M ≤ 4,0.
| Definitivní označení a jméno | Předběžné označení | Absolutní hvězdná velikost | Rovníkový průměr (km) | Velká poloosa (AU) | Rok objevu | Objevitel                                  | JPL Database |
| ---------------------------- | ------------------ | -------------------------- | --------------------- | ------------------ | ---------- | ------------------------------------------ | ------------ |
| (134340) Pluto               | —                  | −0,7                       | 2390                  | 39,445             | 1930       | C. Tombaugh                                |              |
| (136472) Makemake            | 2005 FY9           | −0,4                       | 1502,9+89,6−90,2      | 45,344             | 2005       | M. Brown, C. Trujillo a D. L. Rabinowitz   |              |
| (136108) Haumea              | 2003 EL61          | 0,1                        | 1151+59,8−59,9        | 42,995             | 2005       | Observatoř Sierra Nevada                   |              |
| Charon                       | S/1978 P1          | 1                          | 1186                  | 39,445             | 1978       | J. W. Christy                              | –            |
| (90482) Orcus                | 2004 DW            | 2,3                        | 946,3+74,1−72,3       | 39,343             | 2004       | M. Brown, C. Trujillo a D. L. Rabinowitz   |              |
| (50000) Quaoar               | 2002 LM60          | 2,7                        | 844,4+206,7−189.6     | 43,405             | 2002       | C. Trujillo a M. Brown                     |              |
| (28978) Ixion                | 2001 KX76          | 3,2                        | <653,6+194,6−191,9    | 39,578             | 2001       | Deep Ecliptic Survey                       |              |
| (55636)                      | 2002 TX300         | 3,2                        | < 641,2+250,3−206,7   | 43,504             | 2002       | Observatoř Palomar                         |              |
| (55565)                      | 2002 AW197         | 3,3                        | 734,6+116,4−108,3     | 47,039             | 2002       | Observatoř Palomar                         |              |
| (55637)                      | 2002 UX25          | 3,6                        | 681,2+115,6−114,0     | 42,870             | 2002       | Spacewatch                                 |              |
| (174567)                     | 2003 MW12          | 3,6                        | 500–1130              | 45,809             | 2005       | J. A. Larsen                               |              |
| (20000) Varuna               | 2000 WR106         | 3,7                        | > 621,2+178,1−139,1   | 42,904             | 2000       | Spacewatch                                 |              |
|                              | 2002 MS4           | 3,8                        | 726,2+123,2−122,9     | 41,840             | 2002       | C. Trujillo a M. Brown                     |              |
| (145452)                     | 2005 RN43          | 3,9                        | 420–940               | 41,759             | 2005       | A. C. Becker, A. W. Puckett a J. M. Kubica |              |
| (208996)                     | 2003 AZ84          | 4,0                        | 685,8+98,8−95,5       | 39,406             | 2003       | C. Trujillo a M. Brown                     |              |

## Průzkum

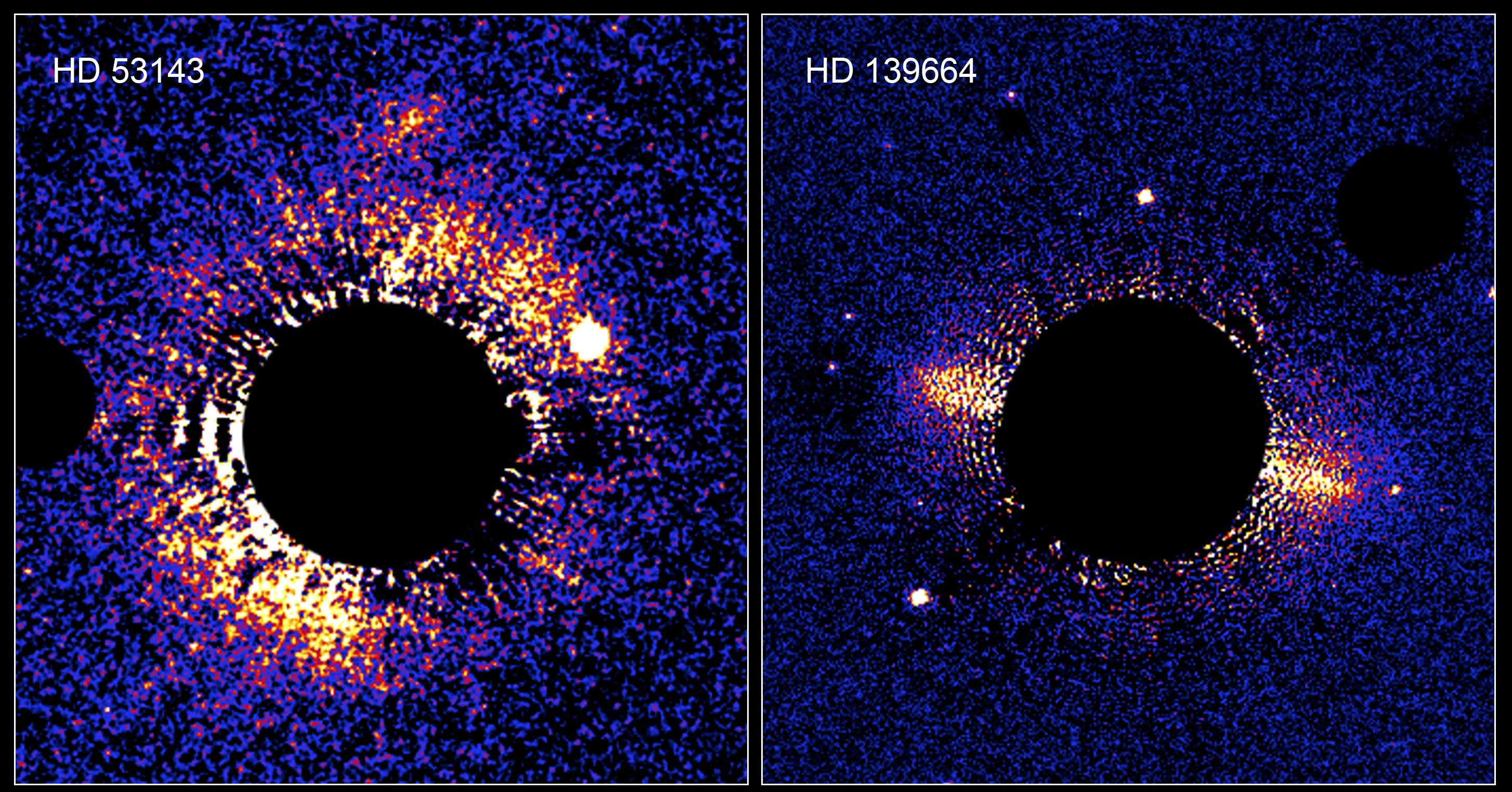
Cirkumstelární disky kolem dvou hvězd (HD 139664 a HD 53143)

19. ledna 2006 odstartovala na první průzkumnou misi v Kuiperovu pásu sonda New Horizons. 14. července 2015 by měla dorazit k Plutu a Charonu a po jejich průzkumu, pokud to okolnosti dovolí, pokračovat ve studiu i dalších těles Kuiperova pásu. Tato další případná tělesa ještě nebyla vybrána, ale předpokládá se, že se bude jednat o objekty o průměru mezi 40 a 90 km. Podle Johna Spencera, astronoma z týmu mise New Horizons, se s konečným výběrem čeká na výsledky průzkumu Pan-STARRS, který by měl velmi rozšířit pole nabízených možností. V rámci tohoto projektu astronomové postupně prohlédnou za pomocí 1,4 gigapixelových kamer celou oblohu s cílem zaznamenat jakékoliv pohybující se objekty, ať už blízkozemní planetky nebo vzdálená tělesa Kuiperova pásu.

## Podobné disky vcizích soustavách
Astronomové již od 80. let 20. století nalezli cirkumstelární disky kolem řady hvězd. Tyto disky lze rozdělit do dvou kategorií: rozlehlé pásy o šířkách přes 50 AU a úzké pásy (podobné našemu Kuiperovu pásu), které bývají široké mezi 20 a 30 AU a současně mají poměrně ostré hranice. Nejznámější cirkumstelární disky jsou poměrně mladé, ovšem disky kolem hvězd HD 139664 a HD 53143, zachycené na fotografii Hubblova vesmírného teleskopu z roku 2006 (vpravo), jsou již dost staré (první z nich přibližně 300 milionů let a druhý 1 miliardu let), a tím pádem i stabilní. Na levé fotografii je široký pás, který je nám nastaven k pohledu „shora“, na pravé fotografii pak vidíme úzký pás při pohledu „zboku“. Černý kruh uprostřed je clona koronografu zakrývající centrální hvězdu, aby bylo možné zachytit mnohem jemněji zářící disk v jejím okolí.
Kromě přímo pozorovaných disků mají astronomové také nepřímé důkazy o jejich existenci i u dalších hvězd. Asi 15–20 % hvězd podobných našemu Slunci vykazuje přebytek infračerveného záření, což lze vysvětlit přítomností hmotných struktur typu Kuiperova pásu.